# Przemysłów (województwo łódzkie)
Przemysłów (do 1925 Duplice Małe) – wieś w Polsce położona w województwie łódzkim, w powiecie łowickim, w gminie Chąśno.
Wieś duchowna Duplice Małe była wsią klucza łowickiego arcybiskupów gnieźnieńskich. W latach 1975–1998 miejscowość położona była w województwie skierniewickim.
Miejsce urodzenia księdza Jana Fijałkowskiego, zamordowanego w obozie koncentracyjnym Dachau.